# .bj
.bj je internetová národní doména nejvyššího řádu pro stát nebo území Benin.